# Aéroport municipal d'Atikokan
L'aéroport municipal d’Atikokan est un aéroport situé en Ontario, au Canada.